# Jilavai börtön
A jilavai börtön büntetés-végrehajtási intézet az Ilfov megyei Jilavában, Romániában. A Kommunista börtönök Romániában helyszín részeként 2024 óta az UNESCO világörökség javaslati listáján szerepel.

## Fekvése
A börtön a Bukarest–Gyurgyevó főút mentén, a fővárostól délre 10 kilométerre, Jilava község közigazgatási területén található.

## Története
A börtön a 19. század végén épített, Bukarestet körülvevő 18 erődből álló védelmi rendszer 13. számú erődje volt. Az építkezést I. Károly román király kezdeményezte, a terveket Henry Alexis Brialmont belga tábornok és Ioan Clucer tüzérségi kapitány készítette. A 13. erőd 1886 és 1893, március között épült. Eleinte lőszerraktárként és laktanyaként használták, majd az 1907-es parasztlázadás során a letartóztatott parasztokat itt tartották fogva. Ettől kezdve katonai börtönként működött. Itt tartották fogva a függelemsértést elkövető katonákat, illetve azokat a civileket, akiket katonai jellegű bűncselekményekkel gyanúsítottak. Az első világháború idején eleinte a katonai szolgálatot megtagadók kerültek ide, majd miután a tengelyhatalmak elfoglalták Romániát, itt őrizték a román hadifoglyokat. Ide hozták 1921-ben az akkor alakult, illetve 1924-ben az illegalitásba került Román Kommunista Párt tagjait. Az 1933-as grivițai sztrájk során számos kommunista került a jilavai börtönbe, köztük Gheorghe Gheorghiu-Dej, Chivu Stoica, Alexandru Drăghici és Gheorghe Vasilichi.1940. november 25-éről 26-ára virradó éjjel a Vasgárda végrehajtották az úgynevezett jilavai mészárlást. Az 1941. januári legionárius felkelés résztvevői részben ebbe a börtönbe kerültek. 1946. májusban a népbíróság által háborús bűnökkel gyanúsítottakat itt tartották fogva; köztük volt Ion Antonescu, Mihai Antonescu, Constantin Pantazi, Eugen Cristescu és Radu Lecca. Itt végezték ki 1946. június 1-jén a nemzetárulási perben  halálra ítélt Ion Antonescut, Mihai Antonescut, Gheorghe Alexianut és Constantin Vasiliut.
1948. április 1-ján a börtön átkerült a belügyminisztérium büntetés-végrehajtási osztályához. 1948 és 1964 között a börtön az úgynevezett „ellenforradalmárok” (betiltott politikai pártok tagjai, vasgárdisták, kémek, háborús bűncselekményekkel gyanúsítottak, kommunistaellennes szervezetek tagjai) tranzitállomásává vált. A tárgyalásra váró fogvatartottakat pár hónapig őrizték itt, majd áthelyezték más börtönökbe vagy kényszermunkatáborokba. Ide hozták más börtönökből azokat, akiket a Securitate ki akart hallgatni. Az érkező foglyokat megverték, ruháikat átvizsgálták, miközben meztelenül ültek a cementpadlón. Ezután minden testnyílásukat alaposan átkutatták, hátha csempésznek valamit. A cellákban az új foglyoknak csak a padlón jutott hely, és csak akkor kerülhettek a priccsre, amikor felszabadult egy-egy hely. A tisztálkodásra és ürítésre két vödör szolgált; a cellák bűzlöttek az ürüléktől és a vizelettől. A cellák egy része a föld felszíne alatt 8–10 méteres mélységben helyezkedtek el, így nem kaptak természetes fényt. Miután 1951-ben két fogoly megszökött, a föld feletti cellák ablakokat lezárták; a következő hónapban három fogoly megfulladt. A rabok nem fogadhattak látogatókat, és nem kaphattak csomagokat vagy leveleket. Tranzitjellegéből adódóan Jilava a hírek cseréjének helyszíne volt.
A börtönben átlagosan 3000 rabot tartottak fogva, akiket vertek, kínoztak, éheztettek és megtagadták tőlük a megfelelő orvosi ellátást. A legbrutálisabb körülmények 1949 és 1952 között, Nicolae Moromete igazgató idején uralkodtak.
1967-től kezdve ide kerültek a visszaeső bűnösök is, akiket szigorított börtönre ítéltek. 1970 után a 13-as erőd celláit részben megszüntették, és a köztörvényes fogvatartottakat a börtön új épületébe költöztették. 1977-ben ide helyezték át a văcărești-i börtön kórházát. Az 1989-es forradalom során a régi börtön celláiban őrizték a Bukarestben letartóztatott tüntetőket. 1990 után a régi épületet raktárként használták, állapota igen leromlott.
2024-ben a Râmnicu Sărat-i, piteşti-i, fogarasi és máramarosszigeti börtönökkel együtt felkerült az UNESCO világörökség javaslati listájára a Kommunista börtönök Romániában helyszín részeként.

## Leírása
1907-ben a börtön egy igazgatási épületből (180 m2), a titkárságból (30 m2)>, a katonák hálóterméből (120 m2) és az 52 szobából álló 15 000 m2-eserődből állt. A bejárattól balra helyezkedett el az őrparancsnok szobája, az ügyeletes tiszt szobája és a titkárság, jobbra a létesítményt őrző katonák hálóterme. A börtön három részből áll: a középső rész a legnedvesebb 17 helyiségre tagolódik, mindegyikben 20 emeletes ággyal. A két szélső részben szintén 17-17 helyiség található, de ezekben 27 darab emeletes ágy van. Egy-egy ágyra két három fogvatartott jutott. 1958-ban a börtön hátsó részén még egy részleget állítottak fel kilenc cellával, mindegyikben egy-egy emeletes ággyal.
2009-ben a román képviselõház emberjogi bizottsága felmérést végzett az ország büntetés-végrehajtási intézeteiben; Jilaván megállapították, hogy a higiéniai állapotok nem megfelelõek, meleg víz hetente egyszer áll rendelkezésre, a vezetékes víz többnyire ihatatlan, emiatt sokan betegedtek meg hasmenésben, a cellák túlzsúfoltak, a fogvatartottak közül egyesek fertőző betegségben szenvednek, az elkülönítés hiánya miatt a kórokozók szabadon terjednek. 2010-ben azt jelentették, hogy a börtön kórházában megnőtt a TBC- és a HIV-fertőzöttek száma. 2012-ben amellett, hogy a börtön túlzsúfolt volt (az 1300 férőhelyes létesítményben 1800 foglyot őriztek), a finanszírozási gondok miatt munkaerőhiány lépett fel.
2025. május 30-án a börtönben 1235 rabot őriztek.

## Híres fogvatartottai
A börtönben elhunytakat † jelöli.

## Fordítás
- Ez a szócikk részben vagy egészben  a   Jilava Prison című angol Wikipédia-szócikk ezen változatának fordításán alapul.  Az eredeti cikk szerkesztőit annak laptörténete sorolja fel. Ez a jelzés csupán a megfogalmazás eredetét és a szerzői jogokat jelzi, nem szolgál a cikkben szereplő információk forrásmegjelöléseként.
- Ez a szócikk részben vagy egészben  a   Penitenciarul cu regim de maximă siguranţă Bucureşti című román Wikipédia-szócikk ezen változatának fordításán alapul.  Az eredeti cikk szerkesztőit annak laptörténete sorolja fel. Ez a jelzés csupán a megfogalmazás eredetét és a szerzői jogokat jelzi, nem szolgál a cikkben szereplő információk forrásmegjelöléseként.